# Oadby and Wigston
Oadby and Wigston is een Engels district in het shire-graafschap (non-metropolitan county OF county) Leicestershire en telt 57.000 inwoners. De oppervlakte bedraagt 24 km².
Van de bevolking is 17,1% ouder dan 65 jaar. De werkloosheid bedraagt 2,5% van de beroepsbevolking (cijfers volkstelling 2001).

## Plaatsen in district Oadby and Wigston
- Wigston Magna